# ATP Osaka
Il  Torneo di Osaka è stato un torneo maschile di tennis giocato ad Osaka in Giappone.
L'evento ha fatto parte dell'ATP Tour nel 1993 e nel 1994. 
Si giocava su campi in cemento.

## Albo d'oro

### Singolare
| Anno      | Vincitore     | Finalista     | Punteggio |
| --------- | ------------- | ------------- | --------- |
| 1973      | Ken Rosewall  | Toshiro Sakai | 6-2 6-4   |
| 1974-1992 | Non disputato |               |           |
| 1993      | Michael Chang | Amos Mansdorf | 6–4, 6–4  |
| 1994      | Pete Sampras  | Lionel Roux   | 6–2, 6–2  |

### Doppio
| Anno      | Vincitori                        | Finalisti                        | Punteggio |
| --------- | -------------------------------- | -------------------------------- | --------- |
| 1973      | Jeff Borowiak / Tom Gorman       | Jun Kamiwazumi / Ken Rosewall    | 6-4, 7-6  |
| 1974-1992 | Non disputato                    |                                  |           |
| 1993      | Mark Keil / Christo van Rensburg | Glenn Michibata / David Pate     | 7–6, 6–3  |
| 1994      | Martin Damm / Sandon Stolle      | David Adams / Andrej Ol'chovskij | 6–4, 6–4  |